# Municipio de Belleville (Nueva Jersey)
El municipio de Belleville (en inglés: Belleville Township) es un municipio ubicado en el condado de Essex en el estado estadounidense de Nueva Jersey. En el año 2010 tenía una población de 35.926 habitantes y una densidad poblacional de 4.082,5 personas por km².

## Geografía
Belleville está localizada en 40°47′37″N 74°9′41″O / 40.79361, -74.16139 (40.793500, -74.161448).
De acuerdo con la Oficina de Censo de Estados Unidos (United States Census Bureau), el pueblo tiene un área total de 8,8 km² (3,4 mi²). 8,7 km² (3,3 mi²) de la superficie total es tierra y 0,2 km² (0,1 mi²) de ésta (2,05%) es agua.

## Demografía
Según el censo del 2000, había 35.928 personas, 13.731 convivientes, y 9.089 familias viviendo en el pueblo. La densidad de población fue de 4.153,3/km² (10.744,3/mi²). La división racial del pueblo fue 69,44% blanco, 5,36% afroamericano, 0,17% Indio Americano, 11,31% asiático, 0,07% isleño del Pacífico, 9,83% de otras razas, y 3,82% de dos o más razas. Hispano o latino de cualquier raza, 23.68% de la población.
Hubo 13.731 convivientes de los cuales 29,5% tenía un hijo de 18 años o menos viviendo con ellos, 47% eran parejas casadas viviendo juntas, 13,9% eran mujeres solteras, y 33,8% fueron no-familias. 27,9% de los convivientes estaba compuesto de personas solteras y 9,1% eran personas viviendo solas de 65 años o más. El tamaño promedio de convivientes fue de 2,60 personas y el tamaño familiar promedio fue de 3,23 personas.
En el pueblo la población estaba esparcida en 21,8% bajo los 18 años de edad, 8,7% de 18 a 24 años de edad, 33,9% desde los 25 a los 44, 22,2% desde los 45 a los 64, y 13,4% eran de 65 años de edad o más. La edad promedio fue de 36 años. Por cada 100 mujeres, había 93,2 hombres. Por cada 100 mujeres de 18 años o menos, hubo 89,8 hombres.
El ingreso promedio de los convivientes fue de US$48.576, y el ingreso promedio para una familia fue de US$55.212. Los hombres tenían un ingreso promedio de US$38.074 contra US$31.729 de las mujeres. La Renta per cápita para el pueblo fue de US$22.093. El 6,3% de las familias y 8,2% de la población estuvo bajo el Umbral de pobreza, incluyendo un 10,9% de las personas menores de 18 años, y 7,8% de las personas mayores de 65 años.

## Gobierno

### Gobierno local
Los miembros del concilio de Belleville son:
- Alcalde Ray Kimble
- Concejal John Notari
- Marie Strumolo Burke
- Kevin G. Kennedy
- Michael Nicosia
- George Ritacco
- Steven Rovell

### Representación Federal y Estatal del Condado
Belleville está en el octavo Distrito Congresional y es parte del 28avo Distrito Legislativo de Nueva Jersey.

### Política
A nivel nacional, Belleville prefiere a los demócratas. En el 2004, el demócrata John Kerry recibió el 52% de los votos en Belleville, derrotando al republicano George W. Bush, quien recibió cerca del 47%.

## Educación
El Distrito Escolar de Belleville abarca estudiantes desde el kínder hasta el duodécimo grado. El distrito está comprendido de siete K-5 escuelas elementales —
Escuela 3,
Escuela 4,
Escuela 5,
Escuela 7,
Escuela 8,
Escuela 9 y
Escuela 10 —
Belleville Middle School para grados 6, 7 y 8, y Belleville High School para grados 9-12.

## Otros
- Originalmente conocido como "Second River" ("Segundo Río"), los no habitantes renombraron el asentamiento como "Belleville" en 1797. Hoy en día, el Segundo Río forma gran parte del borde entre Belleville y Newark y fluye a través del Branch Brook Park, hogar del anual Cherry Blossom Festival.
- El pueblo de Belleville se nombró a sí misma la Cherry Blossom Capital of America (Capital del Pétalo de Cerezo de América).

- Los Hermanos Gerard Way y Mikey Way, miembros de la banda de rock My Chemical Romance, Son originarios de este pueblo, y asistieron a la escuela Belleville High School junto con Ray Toro, guitarrista solista de My Chemical Romance y donde vivía también el guitarrista rítmico Frank Iero aunque no fueron a la misma escuela.

- Músicos que han llamado a Belleville su hogar incluyen a Sarah Vaughan, Connie Francis, Tommy DeVito y Frankie Valli.